# Farmacocinética

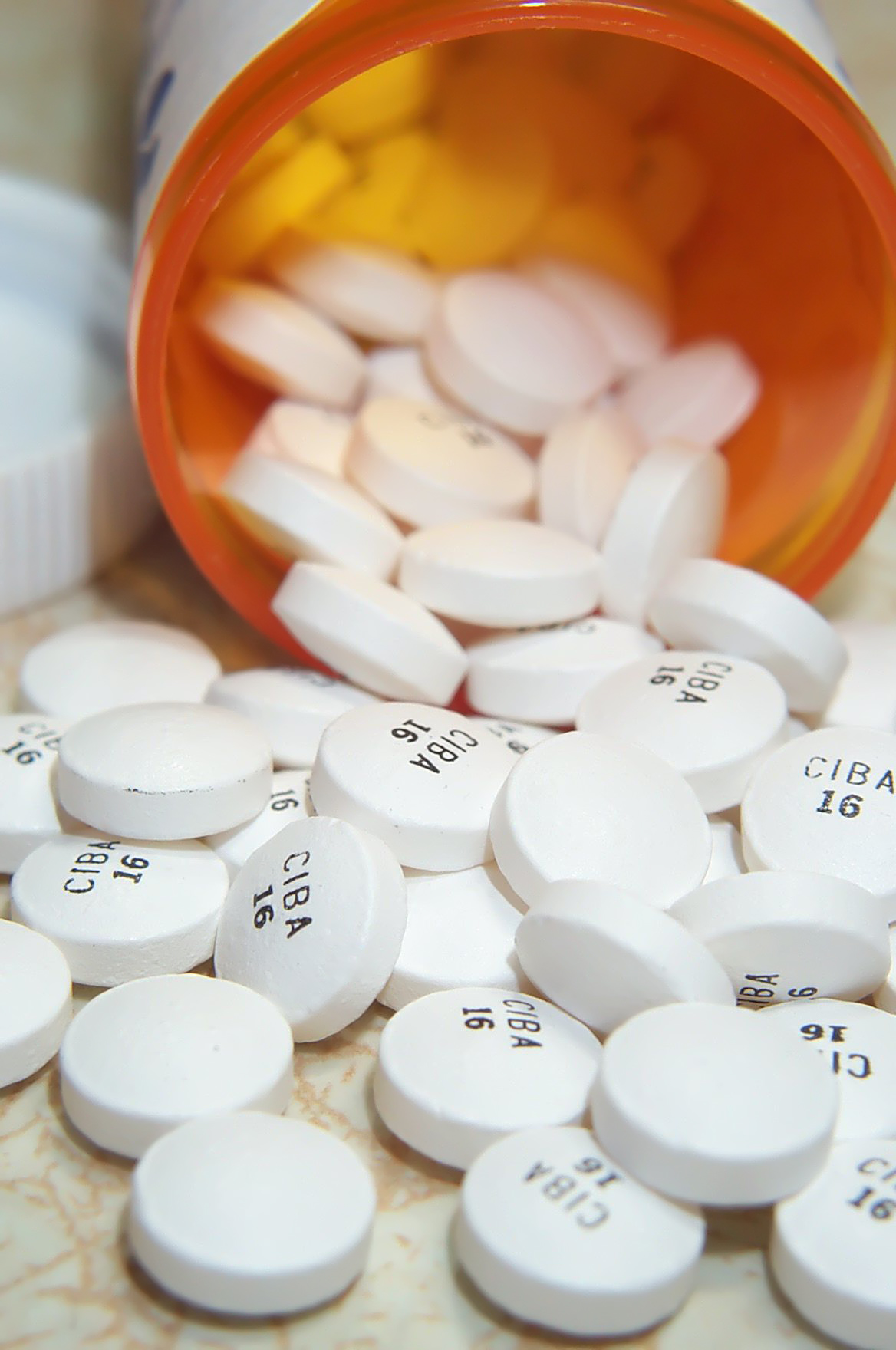
Comprimidos de Ritalina SR.

Farmacocinética é o "caminho" que o medicamento segue no organismo de seres vivos como humanos. Não se trata do estudo do seu mecanismo de ação, o que corresponde à farmacodinâmica ou mesmo da farmacogenômica, mas sim as etapas que a droga  sofre desde a administração, introdução do fármaco no organismo como tomar um comprimido, até a excreção, processo pela qual o fármaco deixa o organismo definitivamente,  que são: administração, absorção, biotransformação, biodisponibilidade e excreção. Note também que uma vez que se introduza a droga no organismo, essas etapas ocorrem de forma simultânea, dado que uma quantidade de medicamento já passou pela etapa em questão , sendo essa divisão apenas de caráter didático.

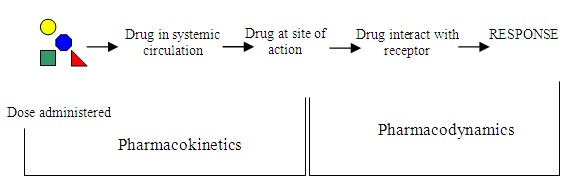
“Fronteiras” entre farmacocinética e farmacodinâmica. Dose Administered: dose administrada; Drug in systemic circulation: fármaco na circulação sistêmica; Drug at the site of action: fármaco no lugar de atuação; Drug interact with receptor: fármaco interage com receptores; Response: resposta; Pharmacokinetics: farmacocinética; Pharmacodynamics: farmacodinâmica. Fonte:

## Fases
As fases da farmacocinética são: absorção, distribuição,  biotransformação, biodisponibilidade e excreção.

### Absorção
É a primeira etapa que vai desde a escolha da via de administração até a chegada da droga à corrente sanguínea. Vias de administração como intravenosa e intra-arterial pulam essa etapa, já que caem direto na circulação. Alguns fatores interferem nessa etapa como pH do meio, forma farmacêutica e patologias (úlceras por exemplo).
A característica química do fármaco interfere no processo de absorção.

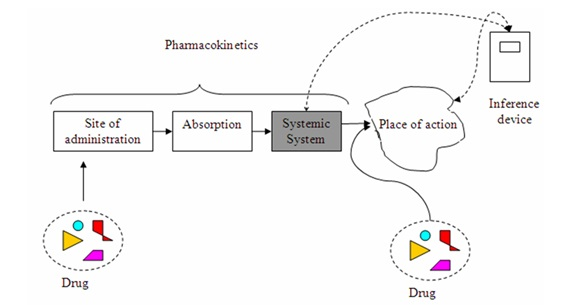
Esquema destacando os problemas de estudar a atuaçao de fármacos. Apresenta-se a duas forma de uso de fármacos, diretamento no lugar de atuaçao é raro. Site of Administration: forma de administração; Absorption: absorção; Systemic system: circulação sistêmica; Place of action: lugar de atuação; Drug: fármaco; inference Device: dispositivo de inferência; Pharmacokinetics: farmacocinética. Fonte:

Ver também: ADME

#### Efeito de primeira passagem
É a metabolização do fármaco pelo fígado e pela microbiota intestinal, antes que o fármaco chegue à circulação sistêmica. As vias de administração que estão sujeitas a esse efeito são: via oral e via retal (em proporções bem reduzidas). Veja mais em Metabolismo de primeira passagem.

### Distribuição
Etapa em que a droga é distribuída no corpo através da circulação. Ela chega primeiro nos órgãos mais vascularizados (como sistema nervoso central, pulmão, coração) e depois sofre redistribuição aos tecidos menos irrigados (tecido adiposo por exemplo). É nessa etapa que a droga vai chegar ao local onde vai atuar. Interferem ainda nessa etapa baixa concentração de proteínas plasmáticas (necessárias para a formação da fração ligada) como desnutrição, hepatite e cirrose, que destroem hepatócitos, que são células produtoras de proteínas plasmáticas, reduzindo assim o nível destas no sangue.

### Biotransformação
Fase onde a droga é transformada em um composto mais hidrossolúvel para a posterior excreção.
Ela se dá em duas fases:
- Fase 1: etapas de oxidação, redução e hidrólise
- Fase 2: conjugação com o ácido glicurônico

A fase 1 não é um processo obrigatório, variando de droga para droga e diferente da fase 2, obrigatória a todas as drogas.
O fígado é o órgão que prepara a droga para a excreção.

### Biodisponibilidade
Biodisponibilidade é uma medida da extensão de uma droga terapeuticamente ativa que atinge a circulação sistêmica e está disponível no local de ação.
O termo biodisponibilidade é usado para descrever a fração de uma dose administrada de uma droga não alterada que atinge a circulação sistêmica. É uma das principais propriedades farmacocinéticas das drogas. Por definição, quando uma medicação é administrada intravenosamente, sua biodisponibilidade é de 100%. Entretanto, quando uma medicação é administrada por outras vias (como a via oral, por exemplo), sua biodisponibilidade diminui (devido à absorção incompleta e ao metabolismo de primeira passagem).
A biodisponibilidade é uma das ferramentas essenciais da famarcocinética, já que seu valor deve ser considerado quando se calcula as doses para administração de drogas por vias não-intravenosas.
Referindo-se sobre a biodisponibilidade calcula o grau de quantidade de um fármaco administrado ou de outra substância que se torna disponível para actuar no seu alvo (célula, tecido, órgão etc.) 

### Excreção
Pela excreção, os compostos são removidos do organismo para o meio externo. Fármacos hidrossolúveis, carregados ionicamente, são filtrados nos glomérulos ou secretados nos túbulos renais, não sofrendo reabsorção tubular, pois têm dificuldade em atravessar membranas. Excretam-se, portanto, na forma ativa.
Os sítios de excreção denominam-se emunctórios e, além do rim, incluem:
- pulmões
- fezes
- secreção biliar
- suor
- lágrimas
- saliva
- leite materno
- fígado

Afora os pulmões para os fármacos gasosos ou voláteis, os demais sítios são quantitativamente menos importantes.